# 안소요
안소요 (한국 한자: 安逍遙, 본명: 안지혜, 1987년 5월 30일 ~ )는 대한민국의 배우이다. 영화 인 허 플레이스에서 자신의 연기를 북아메리카 관객에게 보여주었다. 2016년의 제3회 들꽃영화상에서 여우주연상 부문에서 들꽃영화상 후보에 들었다.

## 출연 작품

### 영화
- 2015년 《인 허 플레이스》 - 소녀 역
- 2017년 《십자인대》 - 말순 역
- 2019년 《교환학생》 - 수민 역
- 2019년 《임랑》 - 현수 역
- 2019년 《지원의 지원》 - 지원 역
- 2020년 《더데이》 - 이예은 역
- 2020년 《털괴》 - 소영 역
- 2021년 《특별장학금》 - 민정 역
- 2022년 《축복의 집》 - 박해수 역
- 2022년 《힘찬이는 자라서》 - 소연 역
- 2023년 《비닐하우스》 - 순남 역
- 2024년 《시민덕희》 - 은미 역

### 드라마
- 2019년 JTBC 《아름다운 세상》 - 함영주 역
- 2020년 tvN 《슬기로운 의사생활》 - 훈이 어머니 역
- 2022년 TVING 《아직 최선을 다하지 않았을 뿐》 - 함소요 역
- 2022년 Netflix 《더 글로리》 - 김경란 역
- 2023년 ENA 《남남》 - 장수진 역
- 2024년 TVING 《피라미드 게임》 - 윤나희 역
- 2024년 JTBC 《비밀은 없어》 - 조희선 역
- 2024년 ENA 《나의 해리에게》 - 이승윤 역
- 2025년 Disney+ 《나인 퍼즐》 - 윤고은 역